# Силичі (шляхетський рід)
Силичі (рос. Силичи) — український шляхетський, пізніше також старшинський, а потім дворянський рід.

## Походження
Рід Силичів відноситься до давніх чернігівських боярсько-шляхетських родів. В часи повстання Хмельницького брати Оникій та Степан виступили на стороні козаків. Гілка нащадків останнього була внесена в VI частину родовідної книги Чернігівської губернії.

## Опис герба
В червоному полі золотий вкорочений андріївський хрест, що супроводжується нижче трьома донизу коротшими брусками.
Щит увінчаний дворянським нашоломником і короною. Нашоломник: три страусиних пера. Намет на щиті червоний, підкладений сріблом.

## Представники роду
- Оникій Силич (до 1636—1663) — шляхтич любецький, товариш Чернігівського полку (1654—56), полковник чернігівський (1657—63). Один з підписантів переяславських статей;
- Степан Силич — чернігівський полковий сотник (1661-1677, з перервами);
- Ян Силич — київський підчаший, депутат на трибунал литовський. З представниками річицького повіту голосував за Станіслава Лещинського в 1733 році.